# Conglomerado de mídia
Um conglomerado de mídia, grupo de mídia, ou instituição de mídia é uma empresa que possui numerosas empresas em vários meios de comunicação de massa; ou seja, na televisão, rádio, publicações, filmes e na internet. De acordo com a revista Nation os "conglomerados de mídia, lutam por políticas que facilitem o seu controle dos mercados em todo o mundo." Existem esses conglomerados nas Américas, Europa e Ásia. Conglomerados de mídia tornaram-se um recurso padrão do sistema econômico global desde 1950.
Em setembro de 2016, foi publicado no The Balance como este tipo de mídia censura informações. Mesmo com a regulamentação da mídia nos Estados Unidos (que visa o liberalismo), alguns críticos, como o jornalista Gustavo Gindre e Enrique J. Saravia, afirmam, entretanto, que o FCC (o órgão regulatório da meios audiovisuais) tem continuamente afrouxado as regras para o setor, permitindo a concentração da mídia norte-americana nas mãos dos grandes grupos de comunicação e minando a participação de determinados setores da sociedade civil na mídia eletrônica.

## Críticas
Críticos acusam os conglomerados maiores de dominar a mídia e usar práticas desleais. Isto pode ser visto através da indústria de notícias, por empresas que se recusam a divulgar ou julgar informações "interessantes" que seria prejudiciais aos seus interesses e contribuir para a fusão de entretenimento e notícias (sensacionalismo) à custa da cobertura de questões sérias. Eles também são acusados de serem uma força que deseja a padronização da cultura (ver a globalização, a americanização), e são um alvo frequente de críticas por vários grupos, que muitas vezes percebem as organizações de notícias como sendo inclinadas para interesses especiais. Há também o problema da concentração da propriedade da mídia, reduzindo em grande parte ambas as propriedades e programação (programas de rádio e TV). Há também uma forte tendência nos Estados Unidos para os conglomerados para eliminar a transmissão local, e em vez disso, usar transmissão automática e rastreamento voz, às vezes de outra cidade ou outro estado. Algumas estações de rádio usam programação alimentadas sem conteúdo local, exceto ao inserir anúncios no rádio.

## Exemplos de conglomerados de mídia

### América
- Estadunidenses:
  - Disney: Possui ABC, Disney Jr., ESPN, Lucasfilm, Marvel, etc.
  - Comcast: Possui NBC, Sky, Telemundo, Universal Pictures, Dreamworks, etc.
  - Warner Bros. Discovery: Possui Warner Bros., DC, HBO, CNN, Cartoon Network, etc.
  - Paramount Global: Possui MTV, Paramount Pictures, Nickelodeon, etc.
- Brasileiros:
  - Grupo Globo
  - Grupo RBS
  - Grupo Record
  - Grupo Bandeirantes
  - Grupo Abril
  - Grupo Folha
  - Diários Associados
  - Grupo Silvio Santos

- Mexicanos:
  - Televisa

- Canadenses:
  - CBC
- Argentinos:
  - Grupo Werthein
  - Telecom Argentina

### Ásia
- Japaneses
  - NHK
  - Sony (Possui Sony Pictures e Sony Music)

### Europa
- Britânicos
  - BBC
- Italianos
  - RAI
- Alemães
  - Bertelsmann
- Franceses
  - Vivendi (Groupe Canal +, Universal Music Group)
  - Groupe TF1
- Portugueses
  - NOS
  - Global Media Group

### África
- Sul africanos
  - Naspers

### Oceania
- Australianos
  - Australian Broadcasting Corporation

## Controvérsias

### Mundo
Em 2008, Silvio Berlusconi o dono do principal conglomerado de mídia da Itália, o Berlusconi, iniciou uma série de processos judiciais contra jornalistas que o criticavam. Esta ação dele foi vista pela imprensa fora do seu conglomerado como uma tentativa de censura.

### No Brasil
No primeiro semestre de 2013 o Jornalismo B que diz ser uma "mídia contra-hegemônica" republicou uma notícia do Coletiva.Net sobre a decisão da Rede Globo de proibir seus veículos de citarem nomes de redes sociais. O Jornalismo B comentou sobre o assunto e os conglomerados de mídia em geral:
No início do mesmo ano foi publicado por Pedro Rafael um artigo no Brasil de Fato dizendo que a "Rede Globo tem medo da internet". Segundo Pedro Rafael "já faz um tempo que a liberdade de expressão na internet tem incomodado os maiores conglomerados de mídia do país."

### Em Portugal
Em janeiro de 2005 Lílian de Macedo e Valtemir Rodrigues publicaram um artigo destacando os problemas causados à imprensa após a associação dos conglomerados brasileiros, o Grupo Folha e Universo Online (UOL) ao Portugal Telecom. Segundo a opinião dos jornalistas "a fusão do Grupo Folha e Universo On Line (UOL), formando o segundo conglomerado de mídia do Brasil, altera o panorama da comunicação e do jornalismo do país, afirmam especialistas. Com o negócio, a empresa de telefonia Portugal Telecom passa a ter 21,09% de participação, mas o controle acionário continua com a família Frias, do Grupo Folha, com 78,81%." Segundo o jornalista e editor do site Observatório da Imprensa, Alberto Dines: 

Para o sociólogo, jornalista e pós-doutor em Comunicação, Venício Lima, as fusões "bagunçam toda a lógica histórica do setor" já que a operadora de telefonia passará a ter controle sobre o jornal de maior circulação do país. 

Em agosto de 2005 Jack Soifer, do Algarve (Portugal) publicou o artigo chamado "Para que manipular a mídia em Portugal?" onde não criticava um conglomerado de mídia em si, mas sim um geral: 

## Na cultura popular
- Ao longo da quarta temporada de Revenge é visto a personagem Margaux manipulando deslealmente o próprio conglomerado de mídia para fins pessoais.[11]